# Pontia distorta
Pontia distorta is een vlindersoort uit de familie van de Pieridae (witjes), onderfamilie Pierinae.
Pontia distorta werd in 1886 beschreven door Butler.